# Huadu

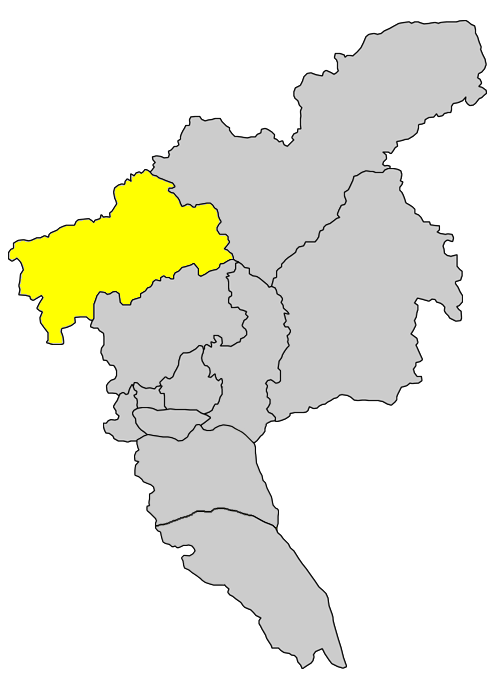
Lage des Stadtbezirks Huadu innerhalb der Stadt Guangzhou

Huadu (chinesisch 花都区, Pinyin Huādū Qū) ist ein Stadtbezirk der chinesischen Stadt Guangzhou in der Provinz Guangdong. Er hat eine Fläche von 970 km² und etwa 1.642.360 Einwohner (Stand: Zensus 2020). Die Bewohner von Huadu sprechen Yüeh (Kantonesisch) und sind Kantonesen (als Teil des Han-Volkes).
Hong Xiuquan, der Anführer des Taiping-Aufstands, wurde im heutigen Huadu geboren.

## Administrative Gliederung
Nach einer Verwaltungsreform am 28. Mai 2005 setzt sich Huadu nur noch aus einem Straßenviertel und sieben Großgemeinden zusammen. Sitz der Stadtbezirksregierung ist das Straßenviertel Xinhua (新华街道).

## Bevölkerung
Beim Zensus im Jahr 2000 wurden in Huadu 713.363 Einwohner gezählt.
| Name des Volkes | Einwohner | Anteil  |
| --------------- | --------- | ------- |
| Han             | 705.455   | 98,89 % |
| Zhuang          | 2.958     | 0,41 %  |
| Miao            | 1.329     | 0,19 %  |
| Tujia           | 1.100     | 0,15 %  |
| Yao             | 705       | 0,1 %   |
| Dong            | 420       | 0,06 %  |
| Bouyei          | 273       | 0,04 %  |
| Mongolen        | 226       | 0,03 %  |
| Hui             | 193       | 0,03 %  |
| Mandschu        | 112       | 0,02 %  |
| Bai             | 75        | 0,01 %  |
| Yi              | 74        | 0,01 %  |
| Sonstige        | 443       | 0,06 %  |